# آرنالدو آندرئولی
آرنالدو آندرئولی (انگلیسی: Arnaldo Andreoli; ۶ اوت ۱۸۹۳ – ۲ دسامبر ۱۹۵۲) ژیمناست هنری اهل ایتالیا بود.